# Греллінген
Греллінген (нім. Grellingen) — громада  в Швейцарії в кантоні Базель-Ланд, округ Лауфен.

## Географія
Громада розташована на відстані близько 60 км на північ від Берна, 12 км на південний захід від Лісталя.
Греллінген має площу 3,3 км², з яких на 19,7% дозволяється будівництво (житлове та будівництво доріг), 20,9% використовуються в сільськогосподарських цілях, 56,1% зайнято лісами, 3,3% не є продуктивними (річки, льодовики або гори).

## Демографія
2019 року в громаді мешкало 1871 особа (+8,2% порівняно з 2010 роком), іноземців було 27,5%. Густота населення становила 569 осіб/км².
За віковим діапазоном населення розподілялося таким чином: 18,2% — особи молодші 20 років, 64,5% — особи у віці 20—64 років, 17,3% — особи у віці 65 років та старші. Було 817 помешкань (у середньому 2,2 особи в помешканні).
Із загальної кількості 313 працюючих 7 було зайнятих в первинному секторі, 152 — в обробній промисловості, 154 — в галузі послуг.